# Hölle Martin
Hölle Martin János (Budapest, 1997. június 3. –) junior póni- és felnőtt kettesfogathajtó-világbajnok (ötszörös egyéni és négyszeres csapatvilágbajnok).
A FORBES magazin 30 sikeres magyar 30 alatt tagja.
A 2017. szeptember 18–24. között Lipicán megrendezett kettesfogathajtó-világbajnokságon lett a világ legfiatalabb fogathajtó-világbajnoka. 2019 ben Hölle Martin egyéniben, illetve az ifj. Dobrovitz Józseffel és Osztertág Kristóffal kiegészülő magyar csapat egyaránt megvédte címét a Drebkauban rendezett kettesfogathajtó-világbajnokságon.  2021-ben Kronenberg-ben immár harmadszorra is megvédte világbajnoki címét egyéniben és csapatban is. 2023-ban Franciaországban, a Haras Du Pin-ben rendezett világbajnokságon ismét aranyérmet szerzett, mind egyéniben, mind csapatban.  2017-ben végezte el a Budapesti Corvinus Egyetem B/A Üzletvezetés és Menedzsment szakát, a 2019-es évben kezdte meg tanulmányait a Testnevelési Egyetem lovassport szakirányán.
Civilben a Gastland Flight Catering cég ügyvezető igazgatója.

## Versenyeredmények[4]

### Kettesfogathajtó Világbajnokság eredmények
- 2017. Lipica (SLO): aranyérem, egyéni és csapat
- 2019. Drebkau (GER): aranyérem, egyéni és csapat
- 2021. Kronenberg (NED) aranyérem, egyéni és csapat
- 2023. Haras Du Pin (FRA) aranyérem, egyéni és csapat

### Junior kategória eredmények
- 2008: 1. hely: Allhartsberg (AT) 11-12 évesek
- 2008: 2. hely  : Junior World Trophy Stadl-Paura (AT) 11-12 évesek
- 2009: 1. hely  : Dillenburg (GER) 11-12 évesek
- 2010: 1. hely : Junior World Trophy Vecsés (HUN) ICKD 3 osztály
- 2012: 1. hely:  Bécsújhely (AT) FEI fogathajtó-világbajnokság junioroknak és gyermekeknek, junior kategória

### Póni egyesfogathajtó eredmények
- 2011: 1. helyezés: Fábiánsebestyén (HUN)
- 2011: 1. hely: Vecsés (HUN)
- 2011: 4. hely: Salland-Giethmen (NED)
- 2011: 7. hely: FEI fogathajtó-világbajnokság Lipica (SLV)
- 2012: 1. hely: Vecsés (HUN)
- 2012: 8. hely: Pau (FRA)
- 2013: 3. hely: Beekbergen (NED)
- 2013: 2. hely: Minden (GER)
- 2013: 1. hely: Breda (NED)
- 2013: 1. hely: FEI fogathajtó-világbajnokság póni Pau (FRA)
- 2014: 1. hely: Horst (NED)
- 2014: 1. hely: Vecsés (HUN)
- 2014: 1. hely: Kisbér (HUN)
- 2014: 1. hely: Breda (NED)
- 2015: 1. hely: Horst (NED)
- 2015: 3. hely: Horst (NED)
- 2015: 1. hely: Saumur (FRA)
- 2015: 3. hely: Minden (GER)
- 2015: 2. hely: FEI fogathajtó-világbajnokság Breda (NED)

### Póni négyesfogathajtó eredmények
1. hely: Fábiánsebestyén (HUN) 2012
2. hely: Breda (HUN) 2012

### Kettesfogathajtó eredmények
- 1. hely: Geldrop (NED) 2016
- 1. hely: Maasdijk (NED) 2016
- 1. hely: Exloo (NED) 2017
- 1. hely: Horst (NED) 2017
- 3. hely: Mélykút (HUN) 2017
- 1. hely: Beekbergen (NED) 2017
- 1. hely: FEI fogathajtó-világbajnokság Lipica (SLV) 2017[1]
- 1. hely: Beekbergen (NED) 2018
- 1. hely: Drebkau (GER) 2018
- 1. hely: Kronenberg (NED) 2019
- 1. hely: Mélykút (HUN) 2019
- 1. hely: Beekbergen (NED)2019
- 1. hely: Korenberg (NED) 2021
- 1. hely: Beekbergen (NED) 2022[5]
- 1. hely: Lipica (SLV) 2022[5]
- 1. hely: Bühl (GER) 2023
- 1. hely: Haras Du Pin (FRA) 2023

## Díjak, elismerések
2016 A Magyar lovassport legfiatalabb"Örökös Bajnoka"
2017 Az év egyetemi sportólja 
2019 Agrárminisztériumi elismerés
2019 Az év lovas sportolója 
2020 Magyar Arany Érdemkereszt polgári tagozata el ismerés 
2021 Újhartyán díszpolgára 
2021 Agrárminisztériumi elismerés
2023 Gróf Széchenyi István Emlékérem 